# 南沙大道
南沙大道（旧称番禺大道南），位于广州市南沙区，是南沙区北门户道路，一级公路:153。始于番禺沙湾大桥南端，终于南沙万洲大桥西北端，设有主路与辅路。与番禺区番禺大道相接，是303县道的一部分。亦是南沙连接广州市区的重要道路。该道路是南沙区“三高三快”中“三快”通道道路，交汇连接南沙港快速等干线道路。

## 历史
该道路为建设南沙经济技术开发区而修建，赋名南沙大道，于1992年12月动工兴建，总投资近8亿元，1995年12月建成通车:8。由于广州将举办第16届亚运会，为迎接该赛事，番禺区政府于2009年1月24日发布文件，将南沙大道纳入广州亚运会的重点交通项目配套工程，并入番禺大道进行扩建辅道及整修工程，改造为城市快速路，同年6月，该工程全面动工，计划投资28亿元。2010年2月，南沙大道获批更名为番禺大道南，同年8月5日，工程初步完工。
自2012年12月东涌三镇划入南沙区后，部分市民呼吁将番禺大道南位于南沙区部分复名南沙大道，政府亦于次年3月启动协调路权移交与复名工作。2018年1月1日，该路管理事权移交南沙区。2019年7月4日，南沙区政府启动对于该道路的修缮工程，并于同年12月30日完工。2020年1月22日，广州市民政局发布番禺大道与南沙大道名称及位置调整公示，同年2月7日，南沙大道正式复名。
2024年8月10日至2025年9月30日，该道路主道（中国石化番鱼东加油站至高艺园林细沥场段），因狮子洋通道建设与该道路快速化改造施工临时围蔽。

## 交汇道路
记录主干道与高速，自北向南排序：
- 番禺大道（沙湾大桥）
- 市南路（旧105国道）
- 南沙港快速路（高速，连接广州市区与南沙）
- 广州绕城高速
- 鱼窝头大道
- 黄榄快速
- 狮子洋通道（未建成）

以下交汇道路不在官方所认定的南沙大道范围内：
- 黄阁大道南
- 黄阁南路
- 广澳高速、莞佛高速（共线路段）
- 进港大道